# Auf der Jagd!
Auf der Jagd! (A caccia!) op. 373, è una polka veloce di Johann Strauss II.

## Storia
Solitamente, le danze che Johann Strauss arrangiava dai motivi delle sue operette avevano dei titoli che erano connessi, in qualche modo, con il tema dell'operetta dalla quale erano ispirate. Frequentemente sulla prima edizione per piano della composizione erano riportati sulla copertina disegni o stampe di scene e personaggi presenti nell'opera.
Stranamente non fu così per la polka veloce Auf der Jagd, ispirata alle melodie dell'operetta di Strauss Cagliostro in Wien (Cagliostro a Vienna) che è incentrata sulle gesta del famigerato imbroglione Cagliostro mentre si trova a Vienna durante i festeggiamenti per il centenario dalla cacciata dei turchi dalla città (il tema della caccia non è per niente rintracciabile all'interno dell'operetta).
La prima esecuzione del brano si ebbe nell'autunno del 1875, diretta da Eduard Strauss con l'orchestra di famiglia, presso i Volksgarten di Vienna il 5 ottobre 1875.